# 庵栄伸
庵 栄伸（いほり えいしん、1956年8月20日 - ）は日本の実業家。北陸銀行代表取締役頭取、ほくほくフィナンシャルグループ代表取締役社長、富山県銀行協会会長、全国地方銀行協会副会長等を歴任。

## 人物・経歴
富山県西礪波郡福光町（現南砺市）出身。1974年富山県立福野高等学校（現富山県立南砺福野高等学校）卒業。1979年一橋大学商学部を卒業し北陸銀行入行。麦野英順会長は大学の同期。齊藤栄吉元富山銀行頭取とも大学時代から交流があった。
福井西中央支店長、東京支店統括副支店長、総合企画部長兼ほくほくフィナンシャルグループ出向等を経て、2009年ほくほくフィナンシャルグループ取締役兼北陸銀行取締役。2013年ほくほくフィナンシャルグループ代表取締役社長兼北陸銀行代表取締役頭取。2014年全国地方銀行協会副会長。2017年ほくほくIT証券設立。同年、地方企業の新規株式公開支援で東京証券取引所と提携。
この間、富山県銀行協会会長、北陸銀行奨学助成財団理事長、立山黒部貫光取締役、金沢大学先端科学・イノベーション推進機構協力会副会長、日本証券アナリスト協会顧問、健康保険組合連合会富山連合会会長、北陸経済研究所理事、富山経済同友会幹事、松村謙三顕彰会理事、日本電信電話ユーザ協会富山支部理事、富山県総合計画審議会委員、富山県地域包括ケアシステム推進会議委員等を歴任。
2022年北陸銀行代表取締役会長。